# Natura 2000-område nr. 73 Lønborg Hede
Natura 2000-område nr. 73 Lønborg Hede er et habitatområde (H176), ligger vest for israndslinjen ca. 5
km sydøst for Ringkøbing Fjord og har et areal på i alt 350 hektar. Nord og syd for heden er der traditionelt landbrug, mens der ligger plantager mod øst og vest.
Det er en lavtliggende klokkelyngshede med hedemose, kær, småsøer og å samt en højere liggende tør indlandshede. Heden har en niveauforskel på op til 10-15 meter, således at den tørre hede nærmest fremstår som et plateau. Der er egentlige søer på den fugtige del af heden hvor Bredkær gennemløbes af Styg bæk. Der er 12 småsøer i Natura 2000-området. Èn sø af naturtypen søbred med småurter, to søer af naturtypen kransnålalge-sø samt 9 søer af naturtypen brunvandet sø.
Et areal på 363 ha af Lønborg Hede ejes af Naturstyrelsen. 

## Fredning
Et areal på på i alt 247 ha blev fredet i 1970.. Fredningen omfatter arealer syd for Vostrup Østerby på i alt 247 ha, hvoraf ca. 200 ha er beliggende indenfor Natura 2000-området.
Fredningen er oprettet for at beskytte ynglebestande af urfugl, tinksmed og stor regnspove. Urfuglen er forsvundet fra den danske natur i midten af 1990’erne og tinksmed findes ikke længere som ynglefugl i området. I området forekommer endvidere stor tornskade, rødrygget tornskade, trane, hedelærke og natravn.

## Videre forløb
Natura 2000-planen blev vedtaget i 2011, hvorefter kommunalbestyrelserne
og Naturstyrelsen udarbejdede bindende handleplaner for
gennemførelsen af planen.Planen videreføres og videreudvikles i senere planperioder. vandplanen for 1.8 Hovedvandopland Ringkøbing Fjord 

## Eksterne kilder og henvisninger
1. ↑  Miljøstyrelsen Midtjylland (juni 2023). "Naturplan 2022-2027  Natura 2000-område nr.  73 Lønborg Hede" (PDF). mst.dk. Miljøstyrelsen. Arkiveret (PDF) fra originalen 7. juni 2024. Hentet 14. juni 2024.
2. ↑  
Miljøstyrelsen Midtjylland (2023). "Revideret basisanalyse 2022-2027  Natura 2000-område nr.  73 Lønborg Hede" (PDF). mst.dk. Miljøstyrelsen. Arkiveret (PDF) fra originalen 7. juni 2024. Hentet 14. juni 2024.
3. ↑  Om fredningen på fredninger.dk
4. ↑  "Natura 2000-planlægning 2022-2027". mst.dk. Miljøstyrelsen. 2023. Arkiveret fra originalen 29. marts 2024. Hentet 11. maj 2024.
5. ↑  Forslag til vandplan Hovedvandopland 1.8 Ringkøbing Fjord via web.archive.org

- Kort over området på miljoegis.mim.dk